# Oteo (Burgos)
Oteo es una localidad y una Entidad Local Menor situadas en la provincia de Burgos, comunidad autónoma de Castilla y León (España), comarca de Las Merindades, partido judicial de Villarcayo, ayuntamiento de Medina de Pomar.

## Situación
Dista 17,5 km de la capital del municipio, Medina de Pomar. 
Situado en la carretera provincial BU-V-5514 entre Paresotas y Quincoces de Yuso.

### Comunicaciones
- Carretera:

LLegando por carretera desde Medina, partiendo desde el cruce de El Olvido N-629 tomando la carretera autonómica BU-551 pasando por La Cerca hasta Villamor donde en el cruce giras a la izquierda tomando la carretera provincial BU-V-5514 hasta Oteo, continuando por dicha carretera se llega a la carretera autonómica BU-552 que te lleva a Quincoces de Yuso o a Castrobarto.
- Autobús:

Hay una línea de autobús que circula entre Medina de Pomar y Quincoces de Yuso.

## Historia
Lugar de la Junta de Oteo en la Merindad de Losa perteneciente al Corregimiento de las Merindades de Castilla la Vieja, jurisdicción de realengo con regidor pedáneo.
A la caída del Antiguo Régimen queda agregado al ayuntamiento constitucional de Junta de Oteo , en el partido de Villarcayo perteneciente a la región de Castilla la Vieja, ostentando la capitalidad del mencionado municipio, para posteriormente integrarse en su actual municipio de Medina de Pomar.

## Geografía humana

### Demografía
| Gráfica de evolución demográfica de Junta de Oteo entre 1842 y 1970 |
| |
| Entre el censo de 1877 y el anterior, crece el término del municipio porque incorpora a 09534 (Relloso) Censo de 1887 y el anterior, crece el término del municipio porque incorpora a las entidades Momediano y Paresotas de 09500 (Aforados de Losa) Entre el censo de 1857 y el anterior, disminuye el término del municipio porque independiza a 09534 (Relloso) Entre el censo de 1981 y el anterior, este municipio desaparece porque se integra en el municipio 09209 (Medina de Pomar) Población de derecho según los censos de población del INE. Población de hecho según los censos de población del INE. |